# Zehn Mädchen und kein Mann
Personnages
- Herr von Schönthan
- Danubia l'Autrichienne
- Hidalga la Castillane
- Britta l'Anglaise
- Maschinka la Bavaroise
- Pommaria la Portugaise
- Alminia la Tyrolienne
- Simonia l'Italienne
- Giletta la Mexicaine
- Marianka la Bohémienne
- Preciosa l'Aragonnaise
- Sidonia, la femme de ménage
- Agamemnon Paris

Zehn Mädchen und kein Mann (en français, Dix filles et aucun homme) est une opérette de Franz von Suppé sur un livret de Friedrich Wilhelm Riese.

## Synopsis
Von Schönthan, propriétaire terrien, est veuf à plusieurs reprises et voudrait épouser Sidonia, sa femme de ménage, qui est amoureuse du jeune et joli vétérinaire Agamemnon Paris. Sa première femme est partie en même temps que son fils et, de ses autres mariages, il a dix filles qu'il voudrait mettre en mariage dès à présent.
Von Schönthan a élevé chacune de ses filles selon les mœurs et les coutumes d'un pays différent. Il espère maintenant trouver des gendres. Il met dans les affiches pour encourager les hommes non mariés à venir le voir.
Agamemnon Paris saisit l'occasion pour voir secrètement Sidonia. Mais Von Schönthan lui présente d'abord toutes ses filles. Alminia et Marianka forment un joli duo plein d'atouts. Mais Limonia réveille avec son aria italienne. Ensuite Hidalga et Preciosa font une danse espagnole enflammée, mais qui n'intéresse pas Agamemnon Paris. Maintenant toutes les filles prennent leurs instruments et, ensemble, donnent un concert. Mais le vétérinaire veut toujours épouser Sidonia.
Au cours de la discussion qui suit entre le propriétaire et le vétérinaire, ils se rendent compte qu'Agamemnon Paris est le fils disparu de Von Schönthan et le frère de ses dix filles.

## Source de la traduction
- (de) Cet article est partiellement ou en totalité issu de l’article de Wikipédia en allemand intitulé « Zehn Mädchen und kein Mann » (voir la liste des auteurs).